# Arius (chi cá)
Arius hay còn gọi là chi cá úc hay đơn giản là cá úc là một chi cá da trơn trong họ Ariidae, đây là loài cá da trơn bản địa của vùng Đông Nam Á, sống ở các vùng nước mặn, nước lợ. 

## Các loài
Hiện hành có 26 loài được ghi nhận trong chi này
- Arius acutirostris F. Day, 1877
- Arius africanus Günther, 1867 (African sea catfish)
- Arius arenarius (J. P. Müller & Troschel, 1849) (Sand catfish)
- Arius arius (F. Hamilton, 1822) (Threadfin sea catfish)
- Arius brunellii Zolezzi, 1939
- Arius cous Hyrtl, 1859
- Arius dispar Herre, 1926 (Fleshysnout catfish)
- Arius festinus H. H. Ng & Sparks, 2003
- Arius gagora (F. Hamilton, 1822) (Gagora catfish)
- Arius gigas Boulenger, 1911 (Giant sea catfish)
- Arius jella F. Day, 1877 (Blackfin sea catfish)
- Arius latiscutatus Günther, 1864 (Rough-head sea catfish)
- Arius leptonotacanthus Bleeker, 1849
- Arius macracanthus Günther, 1864
- Arius maculatus (Thunberg, 1792) (Spotted catfish)
- Arius madagascariensis Vaillant, 1894 (Madagascar sea catfish)
- Arius malabaricus F. Day, 1877
- Arius manillensis Valenciennes, 1840 (Manila sea catfish)
- Arius microcephalus Bleeker, 1855 (Squirrelheaded catfish)
- Arius nudidens M. C. W. Weber, 1913
- Arius oetik Bleeker, 1846
- Arius parkii Günther, 1864 (Guinean sea catfish)
- Arius subrostratus Valenciennes, 1840 (Shovelnose sea catfish)
- Arius sumatranus (Anonymous, referred to E. T. Bennett, 1830) (Goat catfish)
- Arius uncinatus H. H. Ng & Sparks, 2003
- Arius venosus Valenciennes, 1840 (Veined catfish)

Một số loài cá úc ở Việt Nam thông thường chúng sống được cả trong môi trường nước lợ và nước ngọt, nhưng chủ yếu là ở ngoài biển. Những ngày đầu mùa mưa, cá úc xuất hiện nhiều trên các khúc sông Thu Bồn (Quảng Nam). Thông thường chúng có 3 cặp râu, một vài tấm xương trên đầu và gần các vây lưng. Một số loài còn có gai độc trên vây lưng và vây ức. Cá úc có thân hình tương đối dài với 2 ngạnh hai bên lườn và 1 ngạnh trên lưng rất bén, lưng màu xám bạc hoặc xám tro, hai bên thân màu sáng hơn. Tuy thịt ít nhưng cá úc ăn rất béo và ngon.

## Trong ẩm thực
Cá úc có nhiều cách chế biến như kho mắm, kho tương, kho sả ớt nhưng ngon nhất vẫn là nấu canh chua bởi ngoài vị thơm ngon, canh chua cá úc còn có tác dụng giải nhiệt. Món ăn thông thường là canh chua cá úc. Lấy tro xát sơ qua rồi ngâm vào giấm cho sạch nhớt và giảm bớt mùi tanh; sau đó rửa sạch, cắt khúc, cho gia vị vào ướp. Ước chừng cá đã thấm gia vị, má bắc nồi lên bếp, đổ dầu vào phi hành tím cho thơm rồi trút cá vào xào. Khi thấy cá bắt đầu săn lại thì cho chuối chát, thơm, cà chua cắt lát, nước me, giá vào um một chặp rồi đổ nước ấm vào đun sôi. Nồi canh sôi bùng lên, nhấc xuống nêm vừa ăn rồi cho rau ngổ, ngò tàu, hành lá và một vài trái ớt chín đỏ vào.